# Gia Dwali

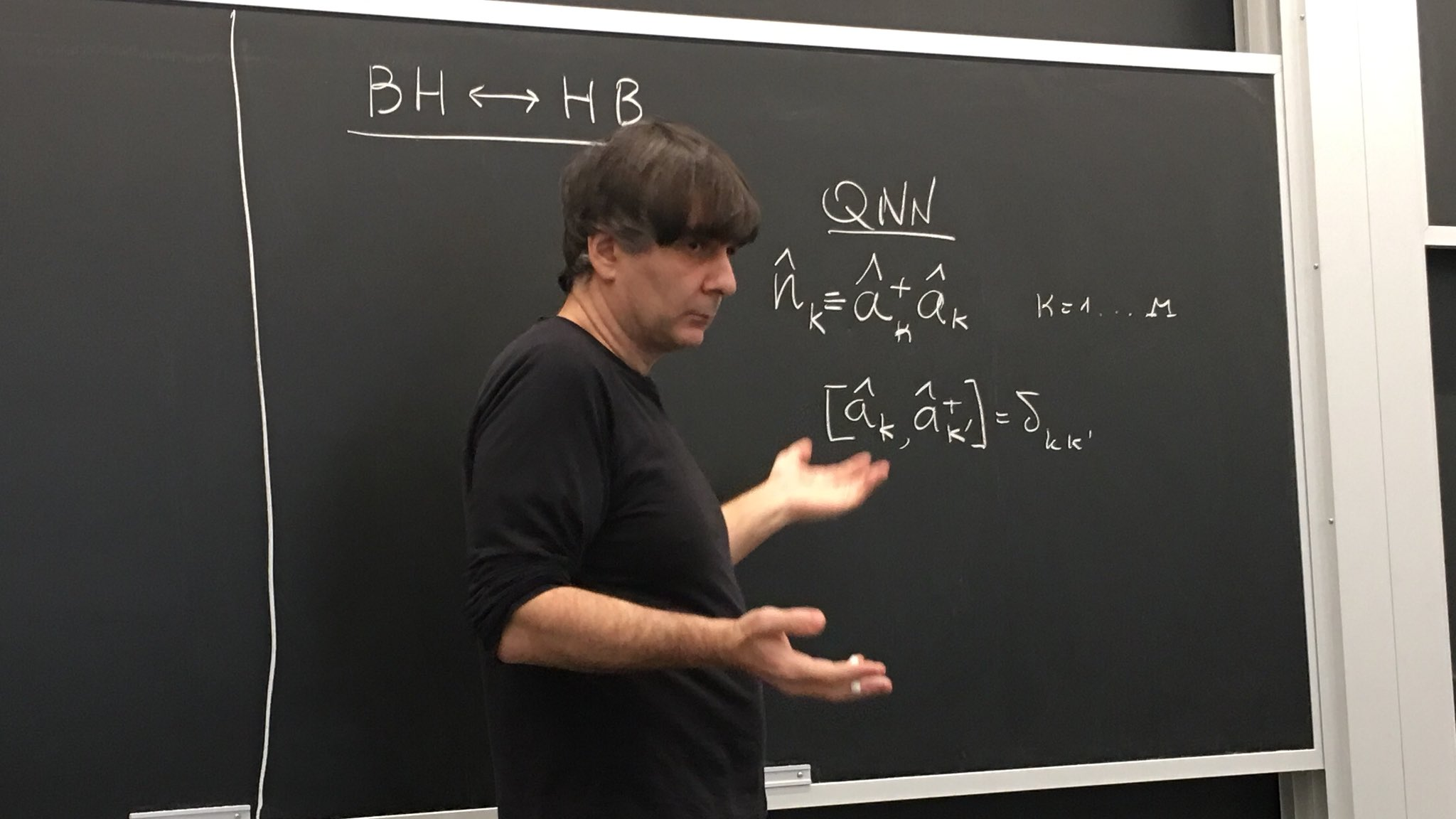
Gia Dwali, 2018

Giorgi „Gia“ Dwali (georgisch გიორგი „გია“ დვალი; englische Transkription Giorgi Dvali, auch Georgi Dvali; * 30. Mai 1964 in Tbilisi) ist ein georgisch-US-amerikanischer Physiker und Hochschullehrer, der sich mit Astroteilchenphysik und Quantengravitation befasst. Er ist Professor an der New York University (Center for Cosmology and Particle Physics) und an der Ludwig-Maximilians-Universität München (Arnold Sommerfeld Center). Weiterhin ist Dwali Direktor der Abteilung „Teilchenphysik und Kosmologie“ am Max-Planck-Institut für Physik in München.

## Leben
Dwali erwarb 1985 seinen Diplomabschluss und wurde 1992 an der Staatlichen Universität in Tbilisi in Hochenergiephysik und Kosmologie promoviert. Als Post-Doktorand war er am International Centre for Theoretical Physics und am CERN. 1998 war er an der New York University, an der er 2003 Professor und 2007 Silver Professor wurde. Er lehrt auch in München, wo er Direktor am Max-Planck-Institut für Physik ist, und am Perimeter Institute. Seit 2007 ist er außerdem ein festes Mitglied am CERN.
1998 schlug er mit Nima Arkani-Hamed und Savas Dimopoulos das ADD-Modell großer Extra-Dimensionen vor zur Erklärung der relativen Schwäche der Gravitation im Vergleich zu den anderen fundamentalen Wechselwirkungen. 2000 schlug er mit Gregory Gabadadze und Massimo Porrati eine langreichweitige Modifikation der Gravitation zur Erklärung der beschleunigten Expansion des Universums vor durch Einbettung des üblichen 3+1-dimensionalen Minkowskiraums in 4+1 Dimensionen als 3-Brane (DGP-Modell).
2000 erhielt er den Wissenschaftspreis des New Yorker Bürgermeisters. Er war Packard Fellow, Sloan Fellow und hatte 2008 eine Humboldt-Professur.

## Schriften (Auswahl)
Außer den in den Einzelnachweisen aufgeführten:
- mit H. Liu, T. Vachaspati: Sweeping Away the Monopole Problem. In: Physical Review Letters. Band 80, Nr. 11, 16. März 1998, S. 2281–2284, doi:10.1103/PhysRevLett.80.2281.
- mit M. Shifman: Domain walls in strongly coupled theories. In: Physics Letters B. Band 396, Nr. 1–4, 20. März 1997, S. 64–69, doi:10.1016/S0370-2693(97)00131-7.
- mit A. Pomarol: Anomalous U(1) as a Mediator of Supersymmetry Breaking. In: Physical Review Letters. Band 77, Nr. 18, 28. Oktober 1996, S. 3728–3731, doi:10.1103/PhysRevLett.77.3728.
- mit G. Sejanovic: Is There a Domain Wall Problem? In: Physical Review Letters. Band 74, Nr. 26, 26. Juni 1995, S. 5178–5181, doi:10.1103/PhysRevLett.74.5178.
- mit Q. Shafi, R. Schaefer: Large Scale Structure and Supersymmetric Inflation without Fine Tuning. In: Physical Review Letters. Band 73, Nr. 14, 3. Oktober 1994, S. 1886–1889, doi:10.1103/PhysRevLett.73.1886.
- mit R. Barbieri, M. Moretti: Back to the doublet-triplet splitting problem. In: Physics Letters B. Band 312, Nr. 1–2, 5. August 1993, S. 137–142, doi:10.1016/0370-2693(93)90501-8.

## Video
- Video zu Gia Dwalis Forschung (Latest Thinking)